# Christopher Loeak
Christopher J. Loeak, né le 11 novembre 1952 à Ailinglaplap, est un homme politique marshallais, président de la république des Îles Marshall de 2012 à 2016.

## Biographie
Il effectue ses études dans des universités privées aux États-Unis : le Hawaii Pacific College, puis l'institut de droit de l'Université Gonzaga, dans l'État de Washington. Les îles Marshall faisaient alors partie du Territoire sous tutelle des îles du Pacifique, territoire américain.
Il est élu pour la première fois au Nitijela (Parlement), représentant son atoll natal, en 1985. Il fait assez rapidement son entrée au gouvernement ; le président Amata Kabua le nomme ministre de la Justice en 1988. Il conserve ce poste jusqu'en 1992, devenant alors (jusqu'en 1996) ministre des Services sociaux. En 1996, le nouveau président par intérim Kunio Lemari le fait ministre de l'Éducation, avant que le président Imata Kabua ne le nomme ministre responsable des îles Ralik en 1998, et conjointement ministre assistant le président à partir de 1999. Il ne tient ce poste que brièvement, avant de perdre son siège de député. Réélu au Parlement en 2007, il est nommé à nouveau ministre assistant le président, par Litokwa Tomeing, en 2008.
Le 3 janvier 2012, à la suite d'élections législatives, les députés évincent le président Jurelang Zedkaia et élisent Loeak à sa succession, par vingt-et-une voix contre onze,,.
Loeak a déclaré dans le passé que sa priorité était l'éducation, et qu'il souhaitait notamment que tout Marshallais ait accès à une formation pouvant déboucher sur un emploi, dans le pays ou à l'étranger.
Après avoir formé son gouvernement, Loeak entre en fonction le 10 janvier. Quatre ans plus tard, le nouveau président de la République Casten Nemra lui succède.